# International Mobile Subscriber Identity
International Mobile Subscriber Identity, IMSI (англ. International Mobile Subscriber Identity) — міжнародний ідентифікатор користувача мобільного зв'язку. Це унікальний номер, що ставиться у відповідність будь-якому користувачеві мобільного телефона. Цей номер зберігається у модулі ідентифікації користувача (Subscriber Identity Module,  SIM). IMSI відсилається мобільним терміналом та використовується для отримання інформації про абонента з бази даних HLR (Home Location Register). З міркувань безпеки IMSI відсилається лише за критичної необхідності.
IMSI = MCC + MNC + MSIN (15 фіксованих цифр)
- MCC — мобільній код країни (Mobile Country Code)

- MNC — мобільний код мережі (Mobile Network Code)

- MSIN — мобільній номер абонента (Mobile Subscriber Identification)

## Приклади
IMSI:255 06 1234567890
| MCC  | 255        | Україна    |
| MNC  | 06         | Lifecell   |
| MSIN | 1234567890 | 1234567890 |

IMSI:255 01 1234567890
| MCC  | 255        | Україна          |
| MNC  | 01         | Vodafone Україна |
| MSIN | 1234567890 | 1234567890       |

IMSI:255 02 1234567890
| MCC  | 255        | Україна    |
| MNC  | 02         | Київстар   |
| MSIN | 1234567890 | 1234567890 |

IMSI:255 21 1094567890
| MCC  | 255        | Україна    |
| MNC  | 21         | PEOPLEnet  |
| MSIN | 1094567890 | 1094567890 |

IMSI:255 04 1094567890
| MCC  | 255        | Україна      |
| MNC  | 04         | Інтертелеком |
| MSIN | 1094567890 | 1094567890   |

IMSI:255 07 1094567890
| MCC  | 255        | Україна    |
| MNC  | 07         | ТриМоб     |
| MSIN | 1094567890 | 1094567890 |